# Rivière Sandy (Kennebec)
La rivière Sandy est un cours d'eau qui prend sa source dans les Étang de la rivière Sandy (Sandy River Ponds), coule sur une distance de 118 km et est un affluent de la Rivière Kennebec, dans l'État américain du Maine.

## Géographie
La rivière Sandy prend sa source dans les étangs de la rivière Sandy à une altitude de 520 m dans la Sandy River Plantation (colonie). Elle coule vers le sud jusqu'à sa confluence avec le ruisseau Mill Chandler dans le Maine Township et vers l'est jusqu'à son point de confluence avec le ruisseau Saddleback  à Madrid (Maine). La rivière s'écoule ensuite vers le sud-est à travers les villages de Phillips et Strong. La rivière coule ensuite en direction sud de Strong à Farmington (Maine) et continue vers Farmington Falls par le village de Sharon pour se déverser dans la rivière Kennebec à Narrantsouac, à  une courte distance au sud de la ville de Madison (Maine).

## Histoire
Le peuple Abénaquis  utilisait le cours inférieur  de la rivière comme une bonne route pour les déplacements en canoë ; la ville de Phillips (Maine) est restée un lieu de pêche important jusqu'à ce que les barrages empêchent la migration des poissons anadromes. La colonisation européenne de la basse vallée a débuté pendant la guerre d'indépendance américaine, et la construction de moulin à eau accéléra le développement des villes en amont jusqu'à Madrid vers 1820. 